# Yamaha X-City
Lo Yamaha X-City è uno scooter prodotto dalla casa motociclistica giapponese Yamaha Motor dal 2007 al 2016.

## Descrizione

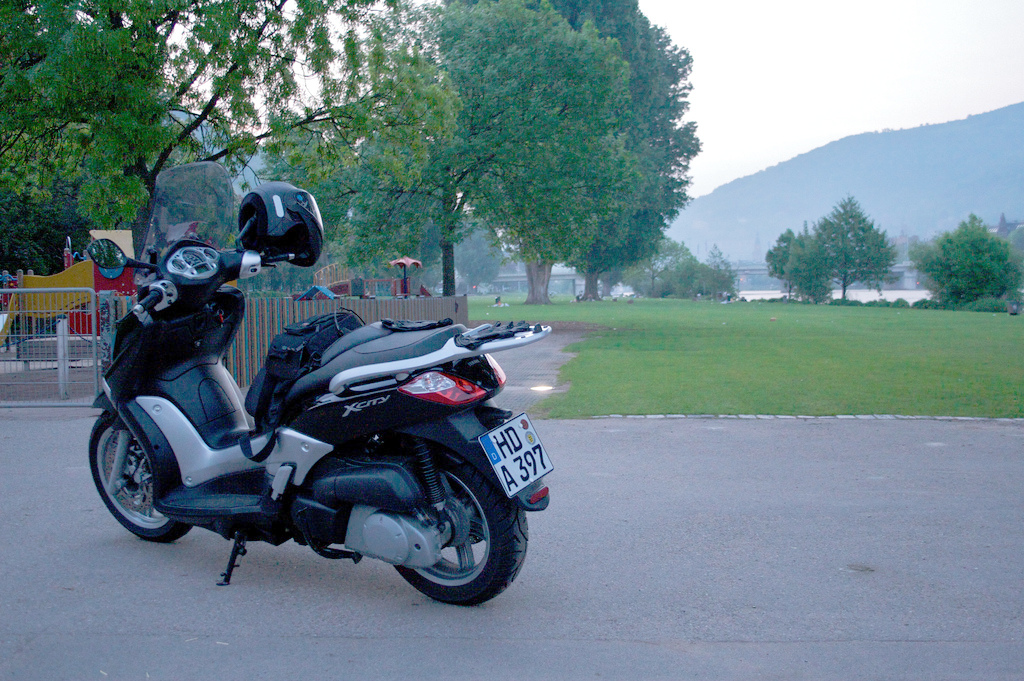
X-City 250

Lo X-City è disponibile nelle configurazioni con motorizzazioni da 125 o 250 cm³ a iniezione elettronica di carburante, raffreddato ad acqua, a quattro tempi, dotato di convertitore catalitico omologato secondo la normativa Euro 3 ed abbinati ad una trasmissione automatica. Commercialmente i modelli sono stati chiamati rispettivamente VP125 e VP250.
Progettato dal centro R&D Yamaha Europe in Italia, l'X-City utilizza motori Minarelli e condivide vari parti e componenti con gli scooter MBK (sussidiaria Yamaha). Il vano sottosella dell'X-City può ospitare un casco e dispone di un vano portaoggetti anteriore con serratura. La strumentazione include tachimetro, contachilometri, indicatore livello carburante, temperatura del liquido di raffreddamento e indicatore della temperatura ambientale con avviso di gelo. Il serbatoio del carburante può contenere 10,5 litri.
Nell'ottobre 2008 lo scooter è stato sottoposto ad un aggiornamento, ricevendo un parabrezza regolabile in altezza in quattro posizioni e una base di supporto posteriore per portapacchi o bauletti.
Commercializzato in Europa, principalmente in Italia, Francia, Spagna, Regno Unito e Germania, ma non in Asia o Nord America, l'X-City andava a sostituire lo Yamaha Versity XC 300.